# 胜利之后圣母堂 (罗马)

胜利之后圣母堂

胜利之后圣母堂（義大利語：Santa Maria della Vittoria）是一座罗马天主教宗座圣殿，也是間司鐸級樞機領銜聖堂 ，位于意大利罗马的九月二十日街。

## 历史
胜利之后圣母堂始建于1605年，是属于加尔默罗会的圣保禄小堂。1620年天主教一方在白山战役中获胜，扭转了波西米亚宗教改革的趋势，据称得到了一幅显灵圣母像之助，于是该聖堂改为供奉胜利之后圣母堂。1683年土耳其人在维也纳之战中战败，也作为这一胜利主题的一部分。
该修会最初自费修建这座聖堂，后来教宗保禄五世的外甥希皮奧內·博爾蓋塞樞機为雕塑和余下的立面工程捐款，并将他的建筑师赠给修会。但是在1624年这些赠款才生效，工程两年后完成。

## 建筑
这座聖堂是唯一由早期巴洛克建筑师卡罗·马德尔诺设计和完成的建筑，虽然在内部在1833年遭受火灾，经过了修复。
它的内部只有一个中殿，两侧各有三间相互连接的小堂，位于用巨大的镀金科林斯壁柱分隔的拱门后面。整座聖堂内部到处装饰着大理石以及白色和镀金的雕塑。马德尔诺去世后内部还在继续进行装饰。拱顶的壁画绘于1675年，也是表现胜利主题：赛瑞尼的《圣母战胜异端》和《造反天使的堕落》。 

## 雕塑

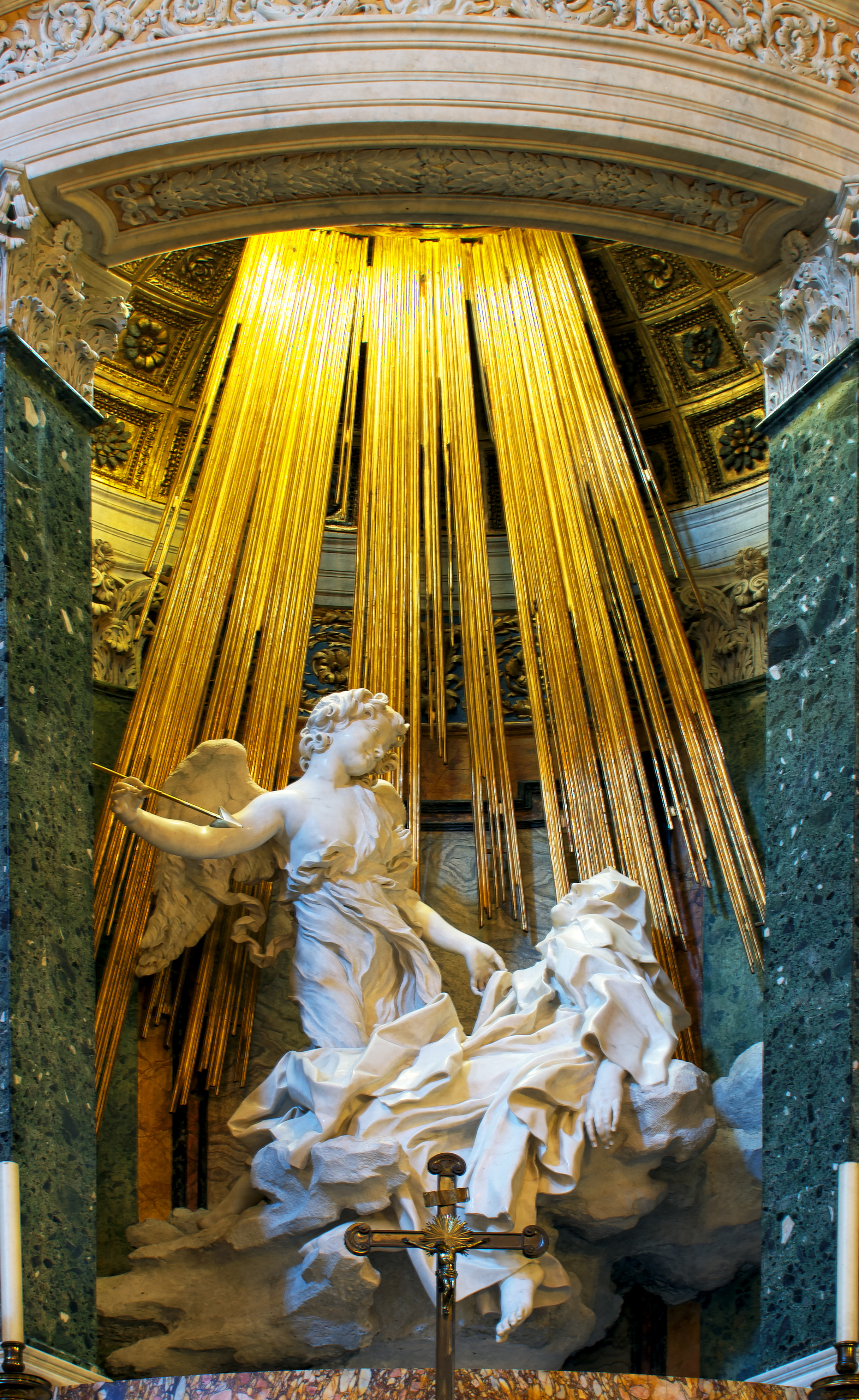
贝尔尼尼的《圣女大德兰的神魂超拔》

在祭台左侧的科尔纳洛小堂，有贝尔尼尼的杰作《圣女大德兰的神魂超拔》（1646年）。贝尔尼尼是希皮奧內·博爾蓋塞樞機青睐的雕刻家。雕像描绘圣女大德兰在她的自传中描述的一幕，在她神魂超拔的时刻，一位天使用一支金色的箭杆刺穿了她的心，导致她同时陷入巨大的喜悦和痛苦之中。流动的长袍和扭曲的姿态，抛弃了古典的克制，描绘得更加充满激情，几乎陷入恍惚状态。 
其他雕塑还有：左耳堂内多梅尼科·圭迪（Domenico Guidi）的《若瑟的梦》以及Monnot的浮雕。绘画作品则有圭尔奇诺的圣三像、多梅尼基諾（Domenichino）的《圣方济各受五伤》和《圣方济各的神魂超拔》等。

## 流行文化
由于丹·布朗描写该聖堂的小说《天使与魔鬼》的流行，前来访问该聖堂的游客猛增（但是他在小说中将该聖堂的位置移到了巴贝里尼广场）。